# یوژف کیپریچ
یوژف کیپریچ (مجاری: József Kiprich؛ زادهٔ ۶ سپتامبر ۱۹۶۳) بازیکن سابق و مربی فوتبال اهل مجارستان است.
از باشگاه‌هایی که در آن بازی کرده‌است می‌توان به باشگاه فوتبال فاینورد، باشگاه فوتبال دن بوس، و باشگاه فوتبال آپوئل اشاره کرد.
وی همچنین در تیم ملی فوتبال مجارستان بازی کرده‌است.